# Eduard Duller
Eduard Duller (ur. 18 listopada 1809 w Wiedniu, zm. 24 lipca 1853 w Wiesbaden) – poeta i historyk niemiecko-austriacki.

## Dzieła

### Nowele i liryki
- Kronen und Ketten (Frankfurt 1835)
- Loyola (Frankfurt 1836)
- Kaiser und Papst (Leipzig 1838)
- Der Fürst der Liebe (Leipzig 1842)
- Gesammelten Gedichte (Berlin 1845)

### Historiografia
- Vaterländische Geschichte (Frankfurt 1852-57)
- Geschichte des deutschen Volkes (Leipzig 1840)
- Die Jesuiten, wie sie waren und wie sie sind (Leipzig 1845)
- Eine Fortsetzung von Schillers Geschichte des Abfalls der Vereinigten Niederlande (Köln 1841)
- Maria Theresia (Wiesbaden 1844)
- Erzherzog Carl von Österreich (Wien 1847)
- Die Männer des Volks dargestellt von Freunden des Volks (Frankfurt 1847-50)